# Stathmonotus
Stathmonotus es un género de peces marinos de la familia de los blénidos en el orden de los Perciformes.

## Especies
Existen las siguientes especies en este género:
- Stathmonotus culebrai (Seale, 1940)
- Stathmonotus gymnodermis (Springer, 1955)
- Stathmonotus hemphillii (Bean, 1885)
- Stathmonotus lugubris (Böhlke, 1953)
- Stathmonotus sinuscalifornici (Chabanaud, 1942)
- Stathmonotus stahli (Evermann y Marsh, 1899)
- Stathmonotus tekla (Nichols, 1910)